# Санабрия, Матео
Матео Наин Санабрия Дорасия (исп. Mateo Naín Sanabria Doracio; род. 31 марта 2004, Ломас-де-Самора, Буэнос-Айрес) — аргентинский футболист, нападающий клуба «Ланус».

## Клубная карьера
Санабрия — воспитанник клуба «Ланус». 12 февраля 2022 года в матче против «Уракан» он дебютировал в аргентинской Примере.